# Tanzania en los Juegos Paralímpicos de Barcelona 1992
Tanzania estuvo representada en los Juegos Paralímpicos de Barcelona 1992 por un deportista masculino. El equipo paralímpico tanzano no obtuvo ninguna medalla en estos Juegos.